# Caran d'Ache (azienda)
Caran d'Ache è un produttore svizzero di strumenti di scrittura ad alta qualità, prodotti per l'arte e accessori.

## Storia
Caran d'Ache è stata fondata nel 1915 come Fabrique genevoise de crayons a Ginevra. Acquistata da Arnold Schweizer, l'azienda fu ribattezzata  Caran d'Ache nel 1924. 
Caran d'Ache era lo pseudonimo di Emmanuel Poiré, un noto disegnatore di satira politica francese. Si tratta di una parola russa: karandàš (карандаш) significa "matita". 
Nel 1974 l'azienda trasferisce il proprio centro produttivo a Thonex, comune del Canton Ginevra. L'azienda è nota per includere preziosi diamanti nelle penne, e per questo, nel 1999, la penna Modernista Diamonds è stata inserita nel Guinness dei primati come "la penna più costosa del mondo".

## Prodotti
Alcuni dei prodotti Caran d'Ache sviluppati nel corso degli anni includono:
- Technograph, la classica matita introdotta negli anni '20.
- Fixpencil, una matita meccanica inventata da Carl Schmid nel 1929.
- Prismalo, la prima matita acquerellabile al mondo, lanciata nel 1931.
- Neocolor (1952), una matita a olio di cera, modificata nel 1972 per renderla solubile in acqua
- Ecridor (1953), originariamente pensato per essere un'alternativa alla Fixpencil, ha poi aggiunto una penna a sfera alla sua linea per ridefinirla come un prodotto di lusso
- 849 penna a sfera del 1969, successore dell'Ecridor
- Madison, la prima penna stilografica realizzata dall'azienda
- 6901 Luminance (2010), una nuova gamma di matite colorate